# Un día extraordinario
Un día extraordinario es el quinto álbum de estudio del grupo Marlango lanzado el 15 de abril de 2012 a través de Universal Music Group.

## Sinopsis
El material discográfico contiene 10 temas.

## Lista de canciones
| N.º | Título                       | Escritor(es)                     | Duración |  |
| 1.  | «Dame la razón»              | Leonor Watling, Alejandro Pelayo | 3:33     |  |
| 2.  | «Bocas prestadas»            | Leonor Watling, Alejandro Pelayo | 4:23     |  |
| 3.  | «Ir»                         | Leonor Watling, Alejandro Pelayo | 5:20     |  |
| 4.  | «Si yo fuera otra»           | Leonor Watling, Alejandro Pelayo | 3:31     |  |
| 5.  | «Exquisita»                  | Leonor Watling, Alejandro Pelayo | 3:08     |  |
| 6.  | «Lo que sueñas vuela»        | Leonor Watling, Alejandro Pelayo | 3:45     |  |
| 7.  | «Un día sin ti»              | Leonor Watling, Alejandro Pelayo | 3:44     |  |
| 8.  | «Gira»                       | Leonor Watling, Alejandro Pelayo | 3:24     |  |
| 9.  | «Todo es tan importante»     | Leonor Watling, Alejandro Pelayo | 3:01     |  |
| 10. | «Bailando sin querer llegar» | Leonor Watling, Alejandro Pelayo | 3:21     |  |